# Tantal(V)-bromid
Tantal(V)-bromid ist eine anorganische chemische Verbindung des Tantals aus der Gruppe der Bromide.

## Gewinnung und Darstellung
Tantal(V)-bromid kann durch Reaktion von Tantal mit Brom bei 230–250 °C gewonnen werden.
{\displaystyle \mathrm {2\ Ta+5\ Br_{2}\longrightarrow 2\ TaBr_{5}} }
Alternativ kann es durch Reaktion von Tantal(V)-oxid mit Tetrabrommethan oder Aluminium(III)-bromid gewonnen werden.
{\displaystyle \mathrm {Ta_{2}O_{5}+5\ CBr_{4}\longrightarrow 2\ TaBr_{5}+CO+5\ Br_{2}} }
{\displaystyle \mathrm {Ta_{2}O_{5}+5\ AlBr_{3}\longrightarrow 2\ TaBr_{5}+5\ AlOBr} }

## Eigenschaften
Tantal(V)-bromid ist ein sehr feuchtigkeitsempfindlicher, an Luft rauchender, gelber Feststoff mit charakteristischem Geruch. Er besitzt eine monokline Kristallstruktur isotyp zu derjenigen von α-Niob(V)-chlorid mit der Raumgruppe C2/m (Raumgruppen-Nr. 12) und 6 Formeleinheiten in der Elementarzelle (a = 1943,3 pm, b = 1877,5 pm, c = 620,3 pm, β = 90,72°). Die Struktur von Tantal(V)-bromid wurde 1958 erstmals von R. F. Rolsten beschrieben, der jedoch eine orthorhombische Kristallstruktur mit der Raumgruppe Pbma (Nr. 57, Stellung 5) ermittelte. Es ist wie Tantal(V)-iodid aus dimeren Molekülen aufgebaut.

## Verwendung
Tantal(V)-bromid kann als Katalysator in organischen Synthesen verwendet werden.